# YHLQMDLG
| Совокупная оценка    | Совокупная оценка |
| Источник             | Оценка            |
| -------------------- | ----------------- |
| Metacritic           | 88/100            |
| Оценки критиков      |                   |
| Источник             | Оценка            |
| AllMusic             | [ 2 ]             |
| Consequence of Sound | B+                |
| Pitchfork            | 8.5/10            |
| Rolling Stone        | [ 5 ]             |

YHLQMDLG (сокращение от «Yo hago lo que me da la gana», с исп. — «Я делаю то, что хочу») — второй студийный альбом пуэрто-риканского рэпера Бэд Банни, выпущенный 29 февраля 2020 года на лейбле Rimas Entertainment (все песни на испанском языке).
Альбом дебютировал на второй позиции в американском чарте Billboard 200, став самым популярным испанским альбомом в этом чарте до выхода его третьего альбома El Último Tour Del Mundo. YHLQMDLG стал самым продаваемым латиноамериканским альбомом в США в 2020 году, самым скачиваемым альбомом в мире по версии Spotify в 2020 году и победил в номинации «Лучший латиноамериканский поп- или урбан-альбом» на 63-й ежегодной церемонии вручения премии «Грэмми».

## История
Песня «Vete» была выпущена в качестве лид-сингла альбома 22 ноября 2019 года. Название альбома впервые упоминается в эпизоде сопровождающего клипа. Второй сингл «Ignorantes» с панамским исполнителем Sech вышел 14 февраля 2020 года. Бэд Банни впервые анонсировал выход альбома 27 февраля 2020 года во время появления в шоу The Tonight Show Starring Jimmy Fallon.

## Обложка
В 2024 году редакция журнала Rolling Stone присудила обложке пластинки 21-е место в списке 100 лучших обложек альбомов всех времён: «Создавая атмосферу научно-фантастических комиксов, обложка была разработана Бэд Банни и выполнены его давним коллегой, американским колумбийским режиссером Stillz. В центре визуального ряда — молодой ясновидящий парень, обладающий таинственным третьим глазом, который стал визитной карточкой Bad Bunny с 2018 года».

## Отзывы
YHLQMDLG получил широкое признание критиков. На сайте Metacritic, который присваивает нормализованный рейтинг из 100 баллов рецензиям критиков, альбом получил средний балл 88 на основе пяти рецензий, что свидетельствует о «всеобщем признании».
Том Джурек, написавший рецензию для AllMusic, заявил, что Бэд Банни «превращает понятие целостного городского высказывания в размашистую 20-трековую смесь стилей, технологий производства и совершенно доступных хуков в произведении непревзойденного музыкального изобретения», и описал YHLQMDLG как «трансформационный лихорадочный сон альбома, который подчеркивает свободу, нарушая все правила и не сочиняя новых». В журнале Rolling Stone Сьюзи Экспозито поставила YHLQMDLG 4,5 звезды, написав, что Бэд Банни «собрал семью своих любимых рэперов и реггетонеров, чтобы произвести жанрово-промискуитетное произведение реггетона а-ля Маркиза». Для Consequence of Sound Лукас Вилла написал, что Бэд Банни «становится такой же редкостью в игре, как мифический Mew. Бенито своим „перрео“ захватывает поп-музыку и делает ее акулой системы, в которой когда-то были другие исполнители латинской музыки». Мэтью Исмаэль Руис в Pitchfork назвал альбом «выдающимся» и описал его как «пластинку для больших вечеринок, которая раздвигает границы и отдает дань прошлому и будущему реггетона, и все это делает чванливая звезда, которой абсолютно нечего доказывать».

### Итоговые списки
| Публикация           | Список                               | Ранг | Ссылка |
| -------------------- | ------------------------------------ | ---- | ------ |
| Billboard            | The 50 Best Albums of 2020           | 4    | [ 18 ] |
| Complex              | The Best Albums of 2020              | 16   | [ 19 ] |
| Entertainment Weekly | The 15 Best albums of 2020           | 9    | [ 20 ] |
| NPR                  | The 50 Best Albums of 2020           | 7    | [ 21 ] |
| Pitchfork            | The 50 Best Albums of 2020           | 10   | [ 22 ] |
| Rolling Stone        | The 50 Best Albums of 2020           | 3    | [ 23 ] |
| The New York Times   | Best Albums of 2020 (Jon Caramanica) | 12   | [ 24 ] |
| Consequence of Sound | Top 50 Albums of 2020                | 16   | [ 25 ] |
| Crack                | The Top 50 Albums of 2020            | 19   | [ 26 ] |

### Награды и номинации
| Награда                      | Год  | Категория                      | Результат | Ссылка |
| ---------------------------- | ---- | ------------------------------ | --------- | ------ |
| American Music Awards        | 2020 | Favorite Album — Latin         | Победа    | [ 27 ] |
| Grammy Awards                | 2021 | Best Latin Pop or Urban Album  | Победа    | [ 28 ] |
| Latin Grammy Awards          | 2020 | Album of the Year              | Номинация | [ 29 ] |
| Latin Grammy Awards          | 2020 | Best Urban Music Album         | Номинация | [ 29 ] |
| Premios Lo Nuestro           | 2021 | Album of the Year              | Победа    | [ 30 ] |
| Premios Lo Nuestro           | 2021 | Urban Album of the Year        | Победа    | [ 30 ] |
| Billboard Latin Music Awards | 2021 | Top Latin Album of the Year    | Победа    | [ 31 ] |
| Billboard Latin Music Awards | 2021 | Latin Rhythm Album of the Year | Победа    | [ 31 ] |

## Коммерческий успех
YHLQMDLG дебютировал на втором месте в американском хит-параде Billboard 200 в дату с 14 марта 2020 года с тиражом 179,000 альбомных эквивалентных единиц, включая 35,000 чистых продаж альбома. Он собрал 201,4 млн стримов (on-demand streams) в Соединённых Штатах, что стало лучшим показателем альбомов латиноамериканской музыки, ранее рекорд принадлежа диску Aura певца Осуна (2018, 53,2 млн стримов). Кроме того, второе место в основном хит-параде США стало высшим достижением в истории для любого полностью испаноязычного диска (все его треки на испанском языке), так как ранее были лишь 4-е места у Amar es Combatir мексиканской группы Maná (9 сентября 2006) и у Fijación Oral: Vol. 1 певицы Шакиры (25 июня 2005). Другие высокие достижения включают альбомы с хотя бы несколькими песнями на английском языке. Например, 19 февраля 2011 года на 3-м месте был диск Música + Alma + Sexo Рики Мартина, но там из 13 треков было 11 на испанском языке и два англоязычных трека. Последний раз альбом с песнями в основном на испанском языке поднимался на 1-е место Billboard 200 в 2006 году. Это был диск Ancora группы Il Divo, который 11 февраля 2006 года возглавил чарт США: из 10 песен там было 7 испаноязычных. Ещё один альбом был на 1-м месте: Dreaming of You (Selena, 5 августа 1995; из 13 треков шесть на испанском, пять на английском и два дуэта на двух языках).
Все 20 треков с альбома Bad Bunny вошли в чарт Hot Latin Songs в дату 14 марта 2020 года, установив несколько рекордов: наибольшее одновременное число синглов лучшей десятке top-10 (8 треков одновременно), в лучшей двадцатке top-20 (18) и в лучшей top-25 (20). С восемью песнями в top-10 певец Bad Bunny побил свой собственный рекорд, установленный им самим в сентябре 2019 года (6). С 18 песнями в top-20, он также побил рекорд, ранее установленный музыкантом J Balvin в феврале 2020 года (9 песен). Только исполнитель Ozuna имеет большее число синглов, одновременно находящихся в чарте (21 в сентябре 2018 года). Bad Bunny также побил рекорд по общему суммарному числу треков в чарте (теперь их 83), ранее принадлежавший Daddy Yankee (74 вхождений треков в чарт).
Bad Bunny также представлен сразу 11 треками в сингловом хит-параде Billboard Hot 100, рекорд для любого латиноамериканского музыканта, поющего только на испанском языке.

## Список композиций
По данным сервисов Tidal и Spotify
| №                   | Название                                              | Автор(ы)                                                                              | Продюсеры                         | Длительность |
| ------------------- | ----------------------------------------------------- | ------------------------------------------------------------------------------------- | --------------------------------- | ------------ |
| 1.                  | «Si Veo a Tu Mamá»                                    | Benito Martínez                                                                       | Elikai Subelo NEO                 | 2:50         |
| 2.                  | «La Difícil»                                          | Martínez                                                                              | Subelo NEO Lennex Mora            | 2:43         |
| 3.                  | «Pero Ya No»                                          | Martínez                                                                              | Subelo NEO EMG Dez Wright [a]     | 2:40         |
| 4.                  | «La Santa» (при участии Daddy Yankee)                 | Martínez Raymond Ayala                                                                | Tainy                             | 3:26         |
| 5.                  | «Yo Perreo Sola» (при участии Nesi)                   | Martínez Genesis Rios                                                                 | Tainy Bad Bunny                   | 2:52         |
| 6.                  | «Bichiyal» (при участии Yaviah)                       | Martínez Javier Marcano                                                               | Nesty Subelo NEO                  | 3:16         |
| 7.                  | «Soliá»                                               | Martínez                                                                              | Subelo NEO Demy & Clipz Mora      | 2:39         |
| 8.                  | «La Zona»                                             | Martínez                                                                              | Chris Jeday Gaby Music Haze Nino  | 2:16         |
| 9.                  | «Que Malo» (при участии Ñengo Flow)                   | Martínez Edwin Rosa                                                                   | Mvsis Jota Rosa                   | 2:47         |
| 10.                 | «Vete»                                                | Martínez Cesar Batista-Escalera Edgar Semper-Vergas Eric Hawkins Xavier Semper-Vergas | Subelo NEO Hazen                  | 3:12         |
| 11.                 | «Ignorantes» (при участии Sech)                       | Martínez Carlos Morales Jorge Valdes Enrique Soteldo                                  | Dímelo Flow Soteldo Beats         | 3:30         |
| 12.                 | «A Tu Merced»                                         | Martínez                                                                              | EZ Made da Beat Prida Subelo NEO  | 2:55         |
| 13.                 | «Una Vez» (при участии Mora)                          | Martínez                                                                              | Taiko                             | 3:52         |
| 14.                 | «Safaera» (при участии Jowell & Randy and Ñengo Flow) | Martínez Rosa Joel Muñoz Randy Ortiz                                                  | Tainy DJ Orma                     | 4:55         |
| 15.                 | «25/8»                                                | Martínez                                                                              | Subelo NEO Hide Miyabi Based1 [a] | 4:03         |
| 16.                 | «Está Cabrón Ser Yo» (при участии Anuel AA)           | Martínez                                                                              | Payday Frank King                 | 3:47         |
| 17.                 | «Puesto Pa' Guerrial» (при участии Myke Towers)       | Martínez Michael Torres                                                               | Subelo NEO Hazen                  | 3:10         |
| 18.                 | «P FKN R» (при участии Kendo Kaponi и Arcángel)       | Martínez                                                                              | The Skybeats Forthenight          | 4:18         |
| 19.                 | «Hablamos Mañana» (при участии Duki и Pablo Chill-E)  | Martínez                                                                              | Tainy Albert Hype                 | 4:00         |
| 20.                 | «<3»                                                  | Martínez                                                                              | Tainy Albert Hype                 | 2:37         |
| Общая длительность: | Общая длительность:                                   | Общая длительность:                                                                   | Общая длительность:               | 65:48        |

Замечания
- ↑  сопродюсер[36][37]

## Чарты
| Чарт (2020)                            | Высшая позиция |
| -------------------------------------- | -------------- |
| Бельгия/Фландрия (Ultratop)            | 62             |
| Бельгия/Валлония (Ultratop)            | 75             |
| Канада (Canadian Albums Chart)         | 17             |
| Нидерланды (Album Top 100)             | 27             |
| Франция (SNEP)                         | 79             |
| Италия (Classifica album)              | 14             |
| Испания (PROMUSICAE)                   | 44             |
| Испания, Streaming Albums (PROMUSICAE) | 1              |
| Испания (PROMUSICAE)                   | 44             |
| Швеция (Sverigetopplistan)             | 48             |
| Швейцария (Schweizer Hitparade)        | 12             |
| США, Billboard 200                     | 2              |
| США, Independent Albums (Billboard)    | 1              |
| США (Billboard Top Latin Albums)       | 1              |

## Сертификации
| Регион                                                                      | Сертификация           | Продажи   |
| --------------------------------------------------------------------------- | ---------------------- | --------- |
| Италия (FIMI)                                                               | Золотой                | 25 000    |
| Испания (PROMUSICAE)                                                        | 3× Платиновый          | 120 000   |
| США (RIAA)                                                                  | 24× Платиновый (Latin) | 1 440 000 |
| Данные о продажах + прослушиваниях приведены только на основе сертификации. |                        |           |